# Komendant szczepu
Komendant szczepu, szczepowy – instruktor harcerski kierujący pracą szczepu.

## Związek Harcerstwa Polskiego
W ZHP komendant szczepu to pełnoletni instruktor wybrany przez instruktorów i wędrowników pełniących funkcje instruktorskie w jednostkach organizacyjnych wchodzących w skład szczepu i mianowany na funkcję przez właściwego komendanta hufca. Komendant szczepu musi być przeszkolony do pełnionej funkcji. Wskazane jest, by miał minimum stopień podharcmistrza.
Komendant szczepu:
- kieruje bieżącą działalnością szczepu,
- odpowiada za realizację planu pracy w szczepie,
- reprezentuje szczep,
- odpowiada za majątek, gospodarkę i zobowiązania finansowe szczepu,
- wydaje rozkazy,
- przygotowuje następcę[1].

Oznaczeniem funkcji jest sznur funkcyjny granatowy poczwórnie pleciony noszony z ramienia.

## Związek Harcerstwa Rzeczypospolitej
W ZHR na funkcję szczepowej mianuje właściwa komendantka chorągwi, szczepowego – właściwy komendant chorągwi, przy czym kandydaturę szczepowej lub szczepowego wybierają instruktorki i instruktorzy, będący komendantami jednostek organizacyjnych wchodzących w skład szczepu.
Szczepowy:
- reprezentuje szczep wobec dyrekcji szkół, samorządu terytorialnego, parafii i innych sojuszników,
- pomaga w przygotowaniu, prowadzeniu i rozliczaniu obozów letnich i zimowych jednostek organizacyjnych wchodzących w skład szczepu,
- bierze udział w wizytacjach jednostek organizacyjnych wchodzących w skład szczepu, prowadzonych przez ich macierzyste hufce albo chorągwie,
- czuwa nad sprawnym przepływem informacji oraz prawidłową współpracą komendantów jednostek organizacyjnych wchodzących w skład szczepu z ich macierzystymi hufcami albo chorągwiami,
- odpowiada za prowadzenie dokumentacji szczepu, w tym m.in. dokumentacji finansowej i gospodarczej w przypadku prowadzenia przez szczep gospodarki[2].

Oznaczeniem funkcji jest sznur funkcyjny koloru granatowego noszony z ramienia.

## Stowarzyszenie Harcerstwa Katolickiego "Zawisza" - FSE
W SHK "Zawisza" szczepowy wspierany przez duszpasterza stoi na czele szczepu. Szczepowy powoływany jest przez Naczelnika Harcerzy, a szczepowa – przez Naczelniczkę Harcerek.

## Stowarzyszenie Harcerskie
W SH komendant szczepu wybierany jest przez drużynowych jednostek tworzących szczep. Komendanta powołuje Naczelnik SH. Oznaczeniem funkcji komendanta jest granatowy sznur noszony z ramienia. Do zadań komendanta należy:
- reprezentowanie szczepu,
- wydawanie rozkazów,
- kierowanie komendą szczepu, o ile taką powoła,
- pomoc w pracy metodycznej jednostkom mu podległym[potrzebny przypis].